# Kalbsrieth
Kalbsrieth település Németországban, azon belül Türingiában. Lakosainak száma 593 fő (2023. december 31.). Kalbsrieth Artern/Unstrut és Reinsdorf községekkel határos.

## Népesség
A település népességének változása:
| Lakosok száma | 681  | 638  | 628  | 617  | 603  | 593  |
|               | 2013 | 2017 | 2019 | 2021 | 2022 | 2023 |